# Comuna Nova Dacea, Pavlohrad
Nova Dacea (în ucraineană Нова Дача) este o comună în raionul Pavlohrad, regiunea Dnipropetrovsk, Ucraina, formată din satele Kohivka și Nova Dacea (reședința).

## Demografie
Componența lingvistică a satului Nova Dacea
     Rusă (69,67%)
     Ucraineană (30,1%)
Conform recensământului din 2001, majoritatea populației satului Nova Dacea era vorbitoare de rusă (69,67%), existând în minoritate și vorbitori de ucraineană (30,1%).